# Giải vô địch bóng đá nữ U-19 châu Á 2011
Giải vô địch bóng đá nữ U-19 châu Á 2011 diễn ra tại Việt Nam từ 6 tới 16 tháng 10 năm 2011. Ba đội đứng đầu giành quyền tham dự Giải vô địch bóng đá nữ U-20 thế giới 2012. Do Nhật Bản sau đó trở thành chủ nhà của Giải vô địch bóng đá nữ U-20 thế giới 2012 nên Hàn Quốc giành quyền tham dự giải thế giới.

## Vòng chung kết
Giờ thi đấu là UTC+07:00.
| Đội               | Tr | T | H | B | BT | BB | HS  | Đ  |
| ----------------- | -- | - | - | - | -- | -- | --- | -- |
| Nhật Bản          | 5  | 4 | 1 | 0 | 13 | 3  | +10 | 13 |
| CHDCND Triều Tiên | 5  | 4 | 0 | 1 | 13 | 3  | +10 | 12 |
| Trung Quốc        | 5  | 2 | 2 | 1 | 7  | 8  | −1  | 8  |
| Hàn Quốc          | 5  | 2 | 1 | 2 | 11 | 9  | +2  | 7  |
| Úc                | 5  | 1 | 0 | 4 | 7  | 12 | −5  | 3  |
| Việt Nam          | 5  | 0 | 0 | 5 | 5  | 21 | −16 | 0  |

| Việt Nam                                         | 3–4     | Úc                                 |
| ------------------------------------------------ | ------- | ---------------------------------- |
| Nguyễn Thị Nguyệt 6', 49' · Phạm Hoàng Quỳnh 37' | Báo cáo | O'Neill 4' · Gielnik 60', 62', 73' |

| Nhật Bản     | 1–1     | Trung Quốc         |
| ------------ | ------- | ------------------ |
| Hamada 90+3' | Báo cáo | Diêu Song Diễm 29' |

| Hàn Quốc       | 1–2     | CHDCND Triều Tiên                 |
| -------------- | ------- | --------------------------------- |
| Choi Mirae 19' | Báo cáo | Kim Jo-Ran 73' · Kim Su-Gyong 81' |

| Nhật Bản                                 | 3–1     | Hàn Quốc       |
| ---------------------------------------- | ------- | -------------- |
| Kyōkawa 59' · Yokoyama 61' · Shibata 79' | Báo cáo | Kim Ji-Hye 85' |

| CHDCND Triều Tiên | 1–0     | Úc |
| ----------------- | ------- | -- |
| Kwon Song-Hwa 23' | Báo cáo |    |

| Trung Quốc                                       | 2–1     | Việt Nam             |
| ------------------------------------------------ | ------- | -------------------- |
| Nguyễn Thị Hương 43' (l.n.) · Diêu Song Diễm 47' | Báo cáo | Phạm Hoàng Quỳnh 35' |

| Trung Quốc         | 1–1     | Hàn Quốc       |
| ------------------ | ------- | -------------- |
| Nghê Mộng Tiệp 10' | Báo cáo | Moon Mi-ra 61' |

| Úc | 0–1     | Nhật Bản    |
| -- | ------- | ----------- |
|    | Báo cáo | Kyōkawa 42' |

| Việt Nam | 0–5     | CHDCND Triều Tiên                                                             |
| -------- | ------- | ----------------------------------------------------------------------------- |
|          | Báo cáo | Jon Myong-Hwa 17' · Kim Un-hwa 68' · Kwon Song-Hwa 71' · Yun Hyon-Hi 64', 89' |

| CHDCND Triều Tiên | 1–2     | Nhật Bản                 |
| ----------------- | ------- | ------------------------ |
| Yun Hyon-Hi 74'   | Báo cáo | Tanaka 30' · Kyōkawa 73' |

| Úc             | 1–3     | Trung Quốc                                                    |
| -------------- | ------- | ------------------------------------------------------------- |
| van Egmond 80' | Báo cáo | Vương Đình Đình 33' · Diêu Song Diễm 66' · Nghê Mộng Tiệp 82' |

| Hàn Quốc                                                  | 4–1     | Việt Nam           |
| --------------------------------------------------------- | ------- | ------------------ |
| Seo Hyun-sook 3' · Lee Jung-eun 45', 55' · Jang Selgi 88' | Báo cáo | Phan Thị Trang 63' |

| Úc                      | 2–4     | Hàn Quốc                                                      |
| ----------------------- | ------- | ------------------------------------------------------------- |
| Andrews 50' · Brown 82' | Báo cáo | Choi Yoo-jung 28' · Lee Geum-min 67', 83' · Seo Hyun-sook 68' |

| Trung Quốc | 0–4     | CHDCND Triều Tiên                                     |
| ---------- | ------- | ----------------------------------------------------- |
|            | Báo cáo | Yun Hyon-hi 22', 58' · Kim Un-hwa 45' · Kim Un-Ju 66' |

| Việt Nam | 0–6     | Nhật Bản                                                      |
| -------- | ------- | ------------------------------------------------------------- |
|          | Báo cáo | Kyōkawa 37', 43' · Yokoyama 46', 83', 86' · Saitō 53' (ph.đ.) |